# Quercus georgiana
El Quercus georgiana, és un roure rar de fulles caduques. És natiu del sud-est dels Estats Units, amb un rang molt restringit a les muntanyes del sud dels Apalatxes i monadnocks perifèriques, principalment al nord de Geòrgia, però també molt localment en parts d'Alabama i Carolina del Sud. Creix en els afloraments secs de granit i pedra sorrenca de vessants de les muntanyes a una altitud 50-500 m.
És un petit arbre, sovint arbustiu, que creix fins a 8-15 m d'alt. Les fulles verdes brillants són de 4-13 cm de llarg i de 2-9 cm, amb un pecíol de 0,6-2,3 cm, i cinc lòbuls irregulars, punteguts, són glabres (sense pèl), a excepció de petits flocs de pèls, però visible en els eixos de les venes a la part inferior. Les fulles es tornen de color vermell fosc a marró a la tardor, romanen a l'arbre durant tot l'hivern, i cauen mentre les nosves fulles broten a la primavera. Les glans són rodones, de 9-14 mm de llarg, i maduració aproximada de 18 mesos després de la pol·linització.
Aquest tipus de roure està classificat en la secció dels roures de color vermell Quercus sect. Lobatae. L'arbre va ser descobert per primera vegada cap a l'any 1849 a Stone Mountain, Geòrgia. En la natura són sovint arbustius.
Es conrea ocasionalment com a arbre d'espècimen o jardí a Usda plant hardiness zones 5-8. A més a més d'horticultura de paisatge, aquest tipus de roure no té cap ús comercial.